# Baden-péceli kultúra

Baden-péceli kultúra

Baden-péceli kultúrának vagy  baden-kultúrának nevezik a késő rézkor uralkodó kárpát-medencei kultúráját körülbelül i. e. 3500–2700 között az ausztriai Baden lelőhelyről, az ausztriai lelőhely mellett a magyarországi Pécel lelőhely fontosságát is hangsúlyozva. A Magyarország története. I. Előzmények és magyar történet 1242-ig 1. kötetében viszont megkérdőjeleződik a badeni és a péceli kultúra közötti egység és a Magyarország területén élt késő rézkori kultúrát következetesen péceli kultúrának nevezi a szerző. A továbbiak e kötet „Késő rézkor” fejezetének részbeni átvétele.
A péceli kultúra emberei a Duna, illetve a Tisza mentén halászattal, a síkságokon és az áradmányos területeken földműveléssel és járulékos állattartással foglalkoztak. A hegy és dombvidékeken, nem ritkán pedig a hegyek csúcsain az állattartók erődített falvakban éltek. Az állattartásban meghatározó volt a szarvasmarhatartás.
Budakalászon a kultúrához tartozó temetőben 439 sírt találtak, a temető alapján feltételezhetjük, hogy a környéken letelepült parasztok éltek, az Alföldön kisebb temetőt találtak (Alsónémedi, 40 sír), ahová valószínűleg csak egy kisebb vándorló csoport temetkezett.
A fejlődésben legmesszebbre egy délebbi (a mai Magyarország területén kívül eső) csoport jutott. A Kárpát-medence történetében először tűnik fel a közösség telepétől mesterségesen elhatárolt, erődített főnöki vár.
A társadalmi tagozódás jeleit mutatják a síksági pásztorcsoportok sírjai is. A pásztorcsoportok vezetői mellé 2-2 tehenet és szakrális jelentőségű úgynevezett kétosztású tálat temettek. E temetkezési szokás északi eredetre utal.
Korántsem figyelhető meg hasonló rétegződés a földműves-állattartó falvakban.
A kultúrát sajátos bőrutánzó edényformák, balták, pattintott kőnyílhegyek, csont- és rézárak jellemzik. Megjelennek a méltóságjelvények is. A Vörsön eltemetett főnök vagy varázsló-pap ókori keleti típusú vagy eredetű rézdiadémot viselt. Az ausztriai késő badeni előkelők is ókori keleti méltóságjelvényeket, réz nyakpereceket viseltek.
Az európai művelődéstörténet felbecsülhetetlen jelentőségű lelete a budakalászi négykerekű szekérmodell (2007-ben Balatonöszödön már a 11. badeni-péceli szekérmodellt tárták fel). Ezek a négykerekű szekerek használatának első bizonyítékai a kontinens belsejében.

## A badeni kultúra szakaszai[3]
A badeni kultúra korai szakaszát bolerázi időszaknak nevezik a régészek. Az anyagi és szellemi kultúra egysége főleg ebben az időszakban feltűnő.
A kultúra klasszikus időszakára már az összhang megbomlása és az egymás mellett élő, de anyagi javaikban bizonyos eltéréseket mutató helyi csoportok megjelenése jellemző. Ebben a korszakban lépnek fel a négykerekű kocsik, amelyek forradalmi újítást jelentenek a korábbi szállítási módokhoz képest.
A badeni kultúra végén késői lelőhelyein megjennek a kostoláci kultúra népének nyomai is. 